# Villasante
Villasante es una localidad y una Entidad Local Menor, situadas en la provincia de Burgos, comunidad autónoma de Castilla y León (España), comarca de Las Merindades, partido judicial de Villarcayo, ayuntamiento de Merindad de Montija.
Es la capital administrativa del municipio denominado Merindad de Montija, una de las siete Merindades de Castilla La Vieja.

## Geografía
Cabecera del municipio, está situado en el norte de la provincia de Burgos en la vertiente mediterránea de la provincia, bañado por el río Cerneja y con acceso por la carretera nacional N-629 que comunica Medina de Pomar con Santoña, en las proximidades de Bercedo y de El Crucero.Tiene una altitud de 708 metros sobre el nivel del mar.
Linda al norte con Quintanilla Sopeña, al sur con Loma de Montija, por el este, con la Peña de por medio, con Lastras y Las Eras pertenecientes al Valle de Losa, y al oeste con Noceco y Edesa.
- Carretera:  En el punto kilométrico 39 la carretera nacional  N-629  que discurre entre Colindres (Cantabria) y la  N-232 , cerca de Cereceda (Burgos), cruzando la cordillera Cantábrica por el puerto de Los Tornos (918 m s. n. m.). Esta vía comparte trazado con la  carretera autonómica  CL-629  de Sotopalacios  N-623  a Vizcaya  BI-636  pasando por Villarcayo y también por el puerto de La Mazorra. Travesía peligrosa.

## Demografía
| Gráfica de evolución demográfica de Villasante entre 2000 y 2013   |
|                                                                    |
| Población de derecho (2000-2013) según el padrón municipal del INE |

## Historia
Lugar en la Merindad de Montija en el Corregimiento de las Merindades de Castilla la Vieja, jurisdicción de realengo con regidor pedáneo.
A la caída del Antiguo Régimen queda agregado al ayuntamiento constitucional de Merindad de Montija, en el partido de Villarcayo perteneciente a la región de Castilla la Vieja. Correspondiéndole desde entonces la capitalidad.
En el pasado, sus pobladores fueron denominados montañeses, igual que los cántabros, los palentinos del norte y los habitantes de los valles más orientales de Asturias. En 1.822 —cuando se establecía la división territorial de España—, y ante la posibilidad de que sus tierras fueran integradas en la provincia de Santander, una representación de montijanos fue enviada a la Corte con la petición de continuar formando parte de Burgos.
El nombre de Villasante viene del latín "Villa Sanctti" que significa villa o granja de Sancho y su antigüedad data, cuanto menos, de finales del siglo X.

## Parroquia
Iglesia católica de San Isidoro, dependiente de la parroquia de Baranda de Montija en el Arcipestrazgo de Merindades de Castilla la Vieja, diócesis de Burgos.
Ermita en honor a San Roque adosada a una torre donde antes de la guerra albergaba un reloj. También hay una casona del siglo XVII, de dos alturas y planta rectangular con escudo blasonado.